# Odugathur
Odugathur là một thị xã panchayat của quận Vellore thuộc bang Tamil Nadu, Ấn Độ.

## Nhân khẩu
Theo điều tra dân số năm 2001 của Ấn Độ, Odugathur có dân số 8038 người. Phái nam chiếm 49% tổng số dân và phái nữ chiếm 51%. Odugathur có tỷ lệ 64% biết đọc biết viết, cao hơn tỷ lệ trung bình toàn quốc là 59,5%: tỷ lệ cho phái nam là 73%, và tỷ lệ cho phái nữ là 54%. Tại Odugathur, 11% dân số nhỏ hơn 6 tuổi.